# Garlica Murowana
Garlica Murowana is een plaats in het Poolse district Krakowski, woiwodschap Klein-Polen. De plaats maakt deel uit van de gemeente Zielonki en telt 330 inwoners.